# 川島美菜子
川島 美菜子（かわしま みなこ、3月15日 - ）は、日本の女優、声優、ナレーター。福岡県柳川市出身。青二プロダクション所属。

## 人物
青山学院大学文学部英米文学科卒業。
以前は劇団薔薇座に所属していた。
方言は柳川弁、博多弁。音域はG - G（2オクターブ）。
特技は英語、中国語。趣味はバレエ、ピアノ、語学。
資格・免許は漢語水平考試8級。

## 出演作品

### テレビ番組
- 東京FILE23「世田谷文化生活情報センター“くりっく”」（リポーター）
- ニュース スポーツセンターUSA（ナレーション）

### テレビアニメ
2015年
- 俺物語!!（堀内先生）

### OVA
- ペイル・コクーン（リコ）

### CM
- 山口きらら博

### 舞台
- アパートの鍵貸します
- BABY
- ミスターシンデレラ

### その他
- ベネッセ英会話教材